# Manuele I Caritopulo
Manuele I Caritopulo (XII secolo – 1222) è stato un arcivescovo ortodosso bizantino, Patriarca ecumenico di Costantinopoli dal 1216 al 1222.
| Controllo di autorità | VIAF (EN) 317201202 |